# 25970 Nelakanti
25970 Nelakanti este un asteroid din centura principală de asteroizi.

## Descriere
25970 Nelakanti este un asteroid din centura principală de asteroizi. A fost descoperit pe 18 martie 2001 la Socorro, New Mexico, în cadrul proiectului LINEAR. Asteroidul prezintă o orbită caracterizată de o semiaxă mare de 2,59 ua, o excentricitate de 0,09 și o înclinație de 9,3° în raport cu ecliptica.